# Sommariva Perno
Sommariva Perno ist eine Gemeinde in der italienischen Provinz Cuneo (CN), Region Piemont.

## Lage und Einwohner
Sommariva Perno liegt 56 km nordöstlich von der Provinzhauptstadt Cuneo entfernt in der Region Roero, Teile der Rebflächen sind im Wein gleichen Namens zugelassen. Die Gemeinde besteht aus den Ortsteilen Valle Rossi, San Giuseppe und Villa  und liegt auf einer Höhe von 389 m über dem Meeresspiegel. Das Gemeindegebiet umfasst eine Fläche von 17,39 km² und hat 2671 Einwohner (Stand 31. Dezember 2023).
Die Nachbargemeinden sind Baldissero d’Alba, Corneliano d’Alba, Monticello d’Alba, Pocapaglia, Sanfrè und Sommariva del Bosco.

## Geschichte

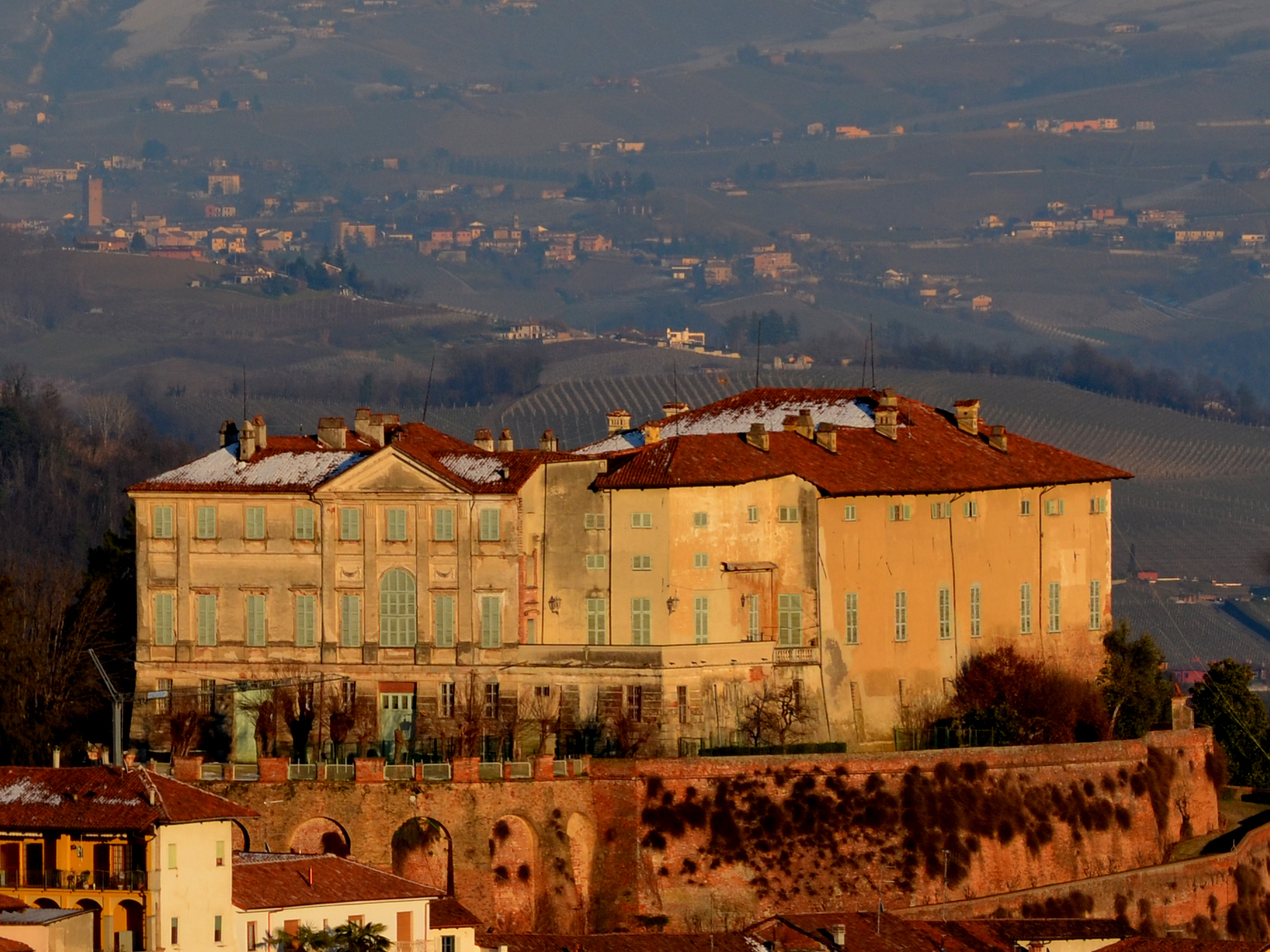
Castello di Mirafiori

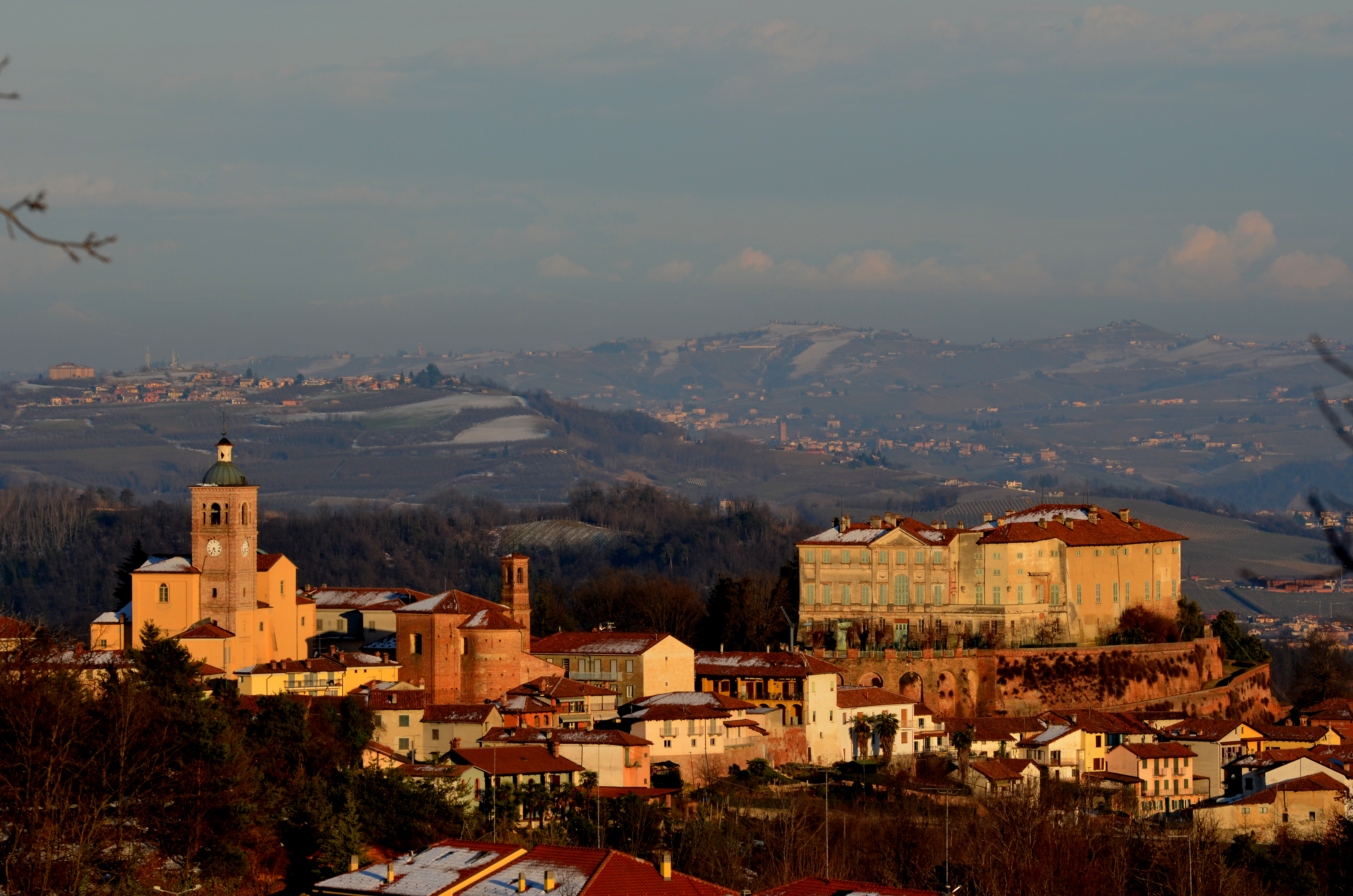
Panorama

Das älteste mittelalterliche Zeugnis zum Ortsnamen lautet „Summaripa de Paerno“, von offensichtlicher Bedeutung. Die antike römische Siedlung fiel nicht mit dem heutigen Dorf zusammen, sondern befand sich weiter unten, am Rande des Waldes „Silva Popularis“. Vermutlich zwischen dem 10. und 11. Jahrhundert zogen die Bewohner aus Gründen der besseren Verteidigung auf den Hügel „Ad Summam Ripam“, um den Schutz einer befestigten Struktur zu erhalten.
Im Mittelalter war das Gebiet lange Zeit zwischen Alba, Asti und den Acaja umstritten und wurde an verschiedene Familien, die Biandrate, die Isnardi und die Roero belehnt, bis 1857 die Burg und die feudalen Besitztümer von König Vittorio Emanuele II. erworben wurden. In dominanter Lage auf dem Hügel, auf einer hohen Böschung erbaut, befindet sich die Burg Mirafiori, die seit 1153 erwähnt wird.
Nicht weit vom Schloss entfernt befindet sich der Platz der Pfarrkirche, die dem Heiligen Geist geweiht ist. Im ältesten Teil der Stadt, auf dem Hügel, den man durch ein zinnenbekröntes Turmtor betritt, befindet sich auch die Kirche San Bernardino, ein Barockbau mit kreisförmigem Grundriss aus dem 18. Jahrhundert, in dem eine religiöse Bruderschaft ihren Sitz hatte. In Richtung Bra ist die Kirche, die dem Unbefleckten Herzen Mariens gewidmet ist, von großem Interesse. Es bewahrt eine rührende „Pietà“, die im 15. Jahrhundert vom großen Maler Martino Spanzotti für die nahe gelegene Wallfahrtskirche Madonna del Tavoletto gemalt wurde und aus der sie entfernt wurde, um ihren Verlust zu vermeiden.

## Sport
Im Jahr 2024  führte die Tour de France auf der 3. Etappe durch Sommariva Perno. Auf der SP10 wurde mit der Côte de Sommariva Perno (368 m) eine Bergwertung der 4. Kategorie abgenommen. Diese wies auf einer Länge von 3,1 Kilometern eine durchschnittliche Steigung von 4,6 % auf. Sieger der Bergwertung wurde der Franzose Fabien Grellier.